# カンニヤークマリ
座標: 北緯8度04分41秒 東経77度32分28秒 / 北緯8.078度 東経77.541度
カンニヤークーマリー（タミル語: கன்னியாகுமரி、マラヤーラム語: കന്യാകുമാരി、英語: Kanyakumari）は、インド南部のタミル・ナードゥ州カンニヤークマリ県にあるインド大陸部最南端の町である。女神カンニヤークマリ（処女の女神）を祀る寺院があり、地名の由来となっている。インドの有名な巡礼地である。
カンニヤークーマリーはサンガム時代からある町で、古いタミル文学や、マルコポーロ、そしてプトレマイオスの報告にも言及されている。
また、沖合にはタミルの哲学者であり詩人であるティルヴァッルヴァルの像とヴィヴェーカーナンダ・ロック記念寺があり、巡礼者を集めている。

## 歴史
この地は、女神カンニヤークマリに由来する。

## 伝説
ヒンドゥー教の伝説によると、カンニヤーデーヴィー、女神パールヴァティーの化身はシヴァ神と結婚する予定であったが、シヴァ神は約束の日に現れなかった。そのため、彼女は結婚することなく永遠の処女として、シヴァ神を待っていると考えられている。

## 政治
カンニヤークマリでは、2001年の州議会議員選挙ではAIADMKのN・タラヴァイスンダラムが当選したが、2006年の州議会議員選挙ではDMKのN・スレーシュ・ラージャンが当選した。